# Поточе (Преддвор)
Поточе (словен. Potoče) — поселення в общині Преддвор, Горенський регіон, Словенія. Висота над рівнем моря: 527 м.